# アオシュエン・リ
アオシュエン・リ（英語：Aoxuan Lee、中国語：李奧軒、日本語：おうけん り、1990年4月15日 - ）は、中国出身の男性歌手、ダンサー、作曲家、俳優、電子オルガニスト。

## 人物
身長176cm、体重60kg、血液型O型、男性。

## 略歴

### 2013－2017年：留学時代
2013年10月、日本電子キーボード音楽学会に入った外国人会員第1号となる。
2014年4月、昭和音楽大学作曲学科に入学。7月、ヤマハ音楽教室に通ってエレクトーンを習い続ける。
2015年6月、ヤマハエレクトーンフェスティバル銀座店大会に出場し、日本のELECTONE月刊にパフォーマンスレポートに掲載されました。
2016年1月、Amabile Organ Contestに出場し、日本のELECTONE月刊にパフォーマンスレポートに掲載されました。6月、ヤマハエレクトーンフェスティバル銀座店大会では一般部門の金賞を受賞。8月、国立オリンピック記念青少年総合センターで日本のバイオリン演奏家の松蒲瑠奈さんが共にオリジナル作品を演奏。9月、ヤマハエレクトーンフェスティバル東京大会に参加し、日本のELECTONE月刊にパフォーマンスレポートに掲載されました。10月、日本電子キーボード音楽学会の会刊に論文を掲載された。
2017年1月、K国際音楽コンクールの作曲家部門優秀賞を受賞。3月、Ocean Butterflies Internationalに所属して作曲家。9月、日本電子キーボード音楽学会コンサートは大会唯一の外国人演奏家として出演。10月、エイベックスの受講生となる。

### 2018年－2019年：株式会社Innovation Creative、Song&Smile Entertainment
2018年4月、日本株式会社INNOVATION CREATIVE、Song&Smile Entertainmentに所属してアーティスト。5月、日中文化コラボイベント＆書道展で出演した。6月22日と7月13日に東京“両国門天ホール”で「CHINA FEEL」エレクトーンミニ・ライブを行いました。12月25日、デジタルシングル「三二一」をがリリースされた。ボーカルディレクションでは、三代目 J SOUL BROTHERS from EXILE TRIBEの作詞作曲やボーカルディレクションなどを手がける大河内航太も参加しました。
2019年1月、エイベックスに所属してアーティスト。3月、招待された「2019年 東京秋冬ファッションウィーク」。9月30日、ピアノオリジナル・EP「ME」を配信された。このEPは「ME」というタイトルにちなんでおり、本当の自分になるように人々に呼びかけ、一人称の角度からあなたの心を探っているからです。8月、エイベックス、日本株式会社Innovation Creative、Song&Smile Entertainmentに專属契約が終了しました。10月25日、東京池袋のラジオ番組のインタビューを受け、彼という多くの日本人に知ってもらった。

### 2020年－現在
2020年3月31日、新型コロナウイルス（COVID-19）に関してチャリティーシングル「境界のある世界で」を公開されました、彼は作曲を担当し、歌は日本の女性歌手の相澤香純さんによって歌われました。
2021年6月9日、愛のためのチャリティー活動を行い、LGBTを支援し、愛は平等であるべきだと訴えている。 そして、彼は英語の曲「Stronger than you know」をカバーした。彼は自分で日本語の歌詞を書いて、曲をカバーしたのだ。2022年10月24日、日本語の新曲「同じ空の月」をリリースされた。2023年9月9日、新浪一直播（イージーボ）にてオンラインライブ「Butterfly」を行った。

### エレクトーン
1994年、4歳の時に北京ヤマハ音楽教室で電子キーボードを習い始めた。
1995年、ヤマハ音楽教室の先生が、生徒たちと保護者を招待して、日本から北京に来た松本玲子さんのエレクトーンコンサートを見に行きました。コンサートが終わった後、父はエレクトーンに興味を持ち、アオシュエン・リさんにエレクトーンを習わせた。学習期間で、アオシュエン・リさんの音楽に対する敏感度と音楽表現は先生の好評と認可を獲得しようとする。1999年、YEC（ヤマハエレクトーンコンクール）中国予選会(小学生部門)に出場し、優秀賞を受賞した。8年間の学習と蓄積を経て、2007年、北京市芸術祭に参加し、『花〜すべての人の心に花を〜』を演奏し審査員たちの認可を得て、優勝した。2009年、北京現代音楽学院（エレクトーン演奏学科）に入学。入学後、彼の学科成績が優秀なので、多くの公演の機会を得た。2010年からは国内外音楽コンクールにも出場し、数々の賞を受賞している。
2013年から、日本へ留学。同年10月、日本電子キーボード音楽学会に入った外国人会員第1号となる。同年6月、日本のヤマハ音楽教室(立川店)にエレクトーンを学び続ける。日本全国電子キーボード音楽学会事務局長だった阿方俊氏は、彼に会うたびに、彼は自身に異なる魅力を発散させているように感じられた。舞台の下は静かな学生で、舞台の上はとても大きい潜在力を持っていると評価している。

#### エレクトーン受賞歴
| 時 間 | コンクール                          | 受 賞              |
| ----- | ----------------------------------- | ------------------ |
| 2009  | 第1回 東北3省エレクトーンコンクール | 金賞               |
| 2010  | 第2回 東北3省エレクトーンコンクール | 金賞               |
| 2011  | 第3回 新芸杯エレクトーンコンクール  | 演奏金賞／編曲金賞 |

| 時 間 | コンクール                               | 受 賞              | 場 所 |
| ----- | ---------------------------------------- | ------------------ | ----- |
| 2012  | 第1回アジア太平洋エレクトーンコンクール  | 演奏金賞／編曲金賞 | 香港  |
| 2015  | ヤマハエレクトーンフェスティバル銀座大会 | 優秀賞             | 東京  |
| 2016  | ヤマハエレクトーンフェスティバル銀座大会 | 金賞               | 東京  |
| 2016  | アマービレ電子オルガンコンテスト         | 優秀賞             | 大阪  |

## 社会貢献活動

### 慈善活動
2020年2月、彼は中国武漢市慈善会に400万円とマスク1万個を寄付し、武漢の人々が新型コロナウイルス（COVID-19）の流行を防ぐことを支援した。同年2月19日、中国国際放送グループが新型コロナウイルス（COVID-19）の流行を防ぐプロジェクトは、世界中の各々国の政府機関に招待され、一緒にスローガンを録音し、世界中の人々に、新型コロナウイルス（COVID-19）の流行を防ぐことを呼びかけている。

## 作品

### シングル
| 発売日 | 発売日         | タイトル   | 形態                   | 備考          |
| ------ | -------------- | ---------- | ---------------------- | ------------- |
| 01     | 2018年12月25日 | 三二一     | デジタル・ダウンロード | Fest.相澤香純 |
| 02     | 2022年10月24日 | 同じ空の月 | デジタル・ダウンロード |               |

### ピアノアルバム
| 発売日 | 発売日        | タイトル | 形態                   | 曲目                   |
| ------ | ------------- | -------- | ---------------------- | ---------------------- |
| 01     | 2019年9月30日 | ME       | デジタル・ダウンロード | Heartbroken            |
| 02     | 2019年9月30日 | ME       | デジタル・ダウンロード | Letter                 |
| 03     | 2019年9月30日 | ME       | デジタル・ダウンロード | Continue               |
| 04     | 2019年9月30日 | ME       | デジタル・ダウンロード | Blooming like a flower |
| 05     | 2019年9月30日 | ME       | デジタル・ダウンロード | Are you still there?   |

### 楽譜
| 発 売 日 | タイトル                                     | 曲 目                    | 発売国 |
| -------- | -------------------------------------------- | ------------------------ | ------ |
| 2011年   | A列車で行こう                                | 風のとおり道、Sincerely  | 中国   |
| 2013年   | なんて晴れた日なんだろう ジャズミュージック2 | 明日ヘ                   | 中国   |
| 2018年   | 中国電子キーボードグレードテキスト           | TEA FOR TWO 二人でお茶を | 中国   |

## メディア評価
- 中国の四大ポータルサイトの網易（ワンイー）はアオシュエン・リさんに対して、「アオシュエン・リさんは日本全国電子キーボード学会の外国人第1号になって、演奏だけでなく、作曲においても優れた実力と才能を持っています」と評価している[34]。